# Fred Taylor (giocatore di football americano)
Frederick Antwon Taylor (Pahokee, 27 gennaio 1976) è un ex giocatore di football americano statunitense che ha giocato nel ruolo di running back nella National Football League (NFL). Fu scelto nel corso del primo giro (9º assoluto) del Draft NFL 1998 dai Jacksonville Jaguars. Al college ha giocato a football all'Università della Florida.

## Carriera professionistica

### Jacksonville Jaguars
Dunn fu scelto come 9º assoluto nel Draft 1997 dai Jacksonville Jaguars. Taylor disputò 15 gare, 12 delle quali come titolare, nella sua stagione da rookie, correndo 1.223 yard e segnando 14 touchdown su corsa, un primato in carriera, oltre a tre su ricezione.
Nel 1999, Taylor giocò dieci partite, nove come titolare, perdendone sei per un infortunio al tendine del ginocchio. Si classificò secondo nella squadra con 732 yard corse ma superò le 100 yard corse in due gare di playoff. Fece registrare inoltre la più lunga corsa della storia dei playoff grazie a un touchdown da 90 yard nella vittoria per 62-7 sui Miami Dolphins. Saltò tre gare e mezza nel 2000 ma terminò comunque sesto nella lega con 1.399 yard corse e 12 touchdown. Taylor disputò le prime due gare della stagione 2001 prima che un infortunio all'inguine gli facesse perdere tutto il resto della stagione. In questo periodo, Fred subì aspre critiche per il suo essere costantemente infortunato.
Nel 2002, Taylor si riprese disputando come titolare tutte le 16 gare dei Jaguars, terminando con 1.314 yard corse, il terzo risultato nella storia della franchigia, stabilendo anche l'allora primato dei Jaguars con 1.722 yard dalla linea di scrimmage. Nel 2003 giocò ancora tutte le partite stabilendo un nuovo primato in carriera con 1.572 yard, oltre a segnare 6 touchdown. Nel 2004, Taylor iniziò come titolare le prime 14 gare della stagione, correndo 1.224 yard e 2 touchdown. La sua striscia di 46 gare da titolare consecutive si interruppe a causa di un infortunio al ginocchio.
Gli infortuni tornarono a rallentare Taylor nel 2005, limitandolo a 11 presenze. Riuscì tuttavia a correre 787 yard e a segnare tre touchdown. Nel 2006, a Taylor nel reparto delle corse dei Jaguars si unì Maurice Jones-Drew, una scelta del secondo giro del Draft NFL 2006 e futuro sostituto di Fred. Malgrado i due avessero diviso i possessi nel corso della stagione, Taylor partì come titolare in 15 gare e terminò con una media di 5,0 yard a corsa e 1.146 yard con 5 touchdown. Insieme, Taylor e Jones-Drew corsero un totale di 2.087 yard, il massimo per una coppia di giocatori nella storia di Jacksonville.
Come capitano della squadra nel 2007, Taylor corse 1.202 yard con un primato in carriera di 5,4 yard a corsa, in 15 gare da titolare. L'11 novembre, Taylor superò le 10.000 yard corse in carriera in una gara contro i Tennessee Titans. Taylor disputò 5 gare consecutive da oltre 100 yard tra la fine di novembre e dicembre, venendo premiato come giocatore offensivo del mese nella AFC. A fine stagione l'Associated Press lo inserì nel Second-team All-Pro e fu convocato per il primo Pro Bowl della carriera.
La sua ultima stagione coi Jaguars fu quella del 2008, in cui Taylor partì nella prime 13 gare come titolare prima di terminare la stagione in lista infortunati. Nominato capitano della squadra per la seconda stagione consecutiva, Taylor superò le 11.000 yard corse e le 13.000 yard totali in carriera. Nel frattempo Jones-Drew si impose come il running back principale della squadra e Fred fu svincolato il 16 febbraio 2009.

### New England Patriots
Taylor firmò un contratto biennale coi New England Patriots il 27 febbraio 2009. Disputò le prime quattro gare della stagione prima di infortunarsi nella settimana 4 contro i Baltimore Ravens. Tornò in campo nel quarto periodo del turno 16 proprio contro i Jaguars, contro cui corse 35 yard in 11 possessi. Nella stagione successiva, la sua ultima, giocò solo a sprazzi, finendo per la prima volta senza segnare alcun touchdown.

### Ritiro
Taylor firmò un contratto di un giorno coi Jacksonville Jaguars il 2 settembre 2011, per ritirarsi formalmente come giocatore della squadra che lo aveva scelto nel Draft 1998.
Il 7 giugno 2012, i Jaguars annunciarono che Taylor sarebbe diventato il secondo giocatore indotto nel Pride of the Jaguars. Fu indotto ufficialmente il 30 settembre nella gara contro i Cincinnati Bengals.

## Palmarès
- Convocazioni al Pro Bowl: 1

2007
- Second-team All-Pro: 1

2007
- Running back dell'anno: 1

2007
- Running back della settimana: 2

12ª settimana della stagione 2004, 15ª settimana della stagione 2007
- Giocatore offensivo del mese della AFC: 1

dicembre 2007
- PFWA All-Rookie Team - 1998
- Club delle 10.000 yard corse
- Pride of the Jaguars

## Statistiche
| Yard corse         | 11.695 |
| Touchdown su corsa | 66     |